# Cappadonna

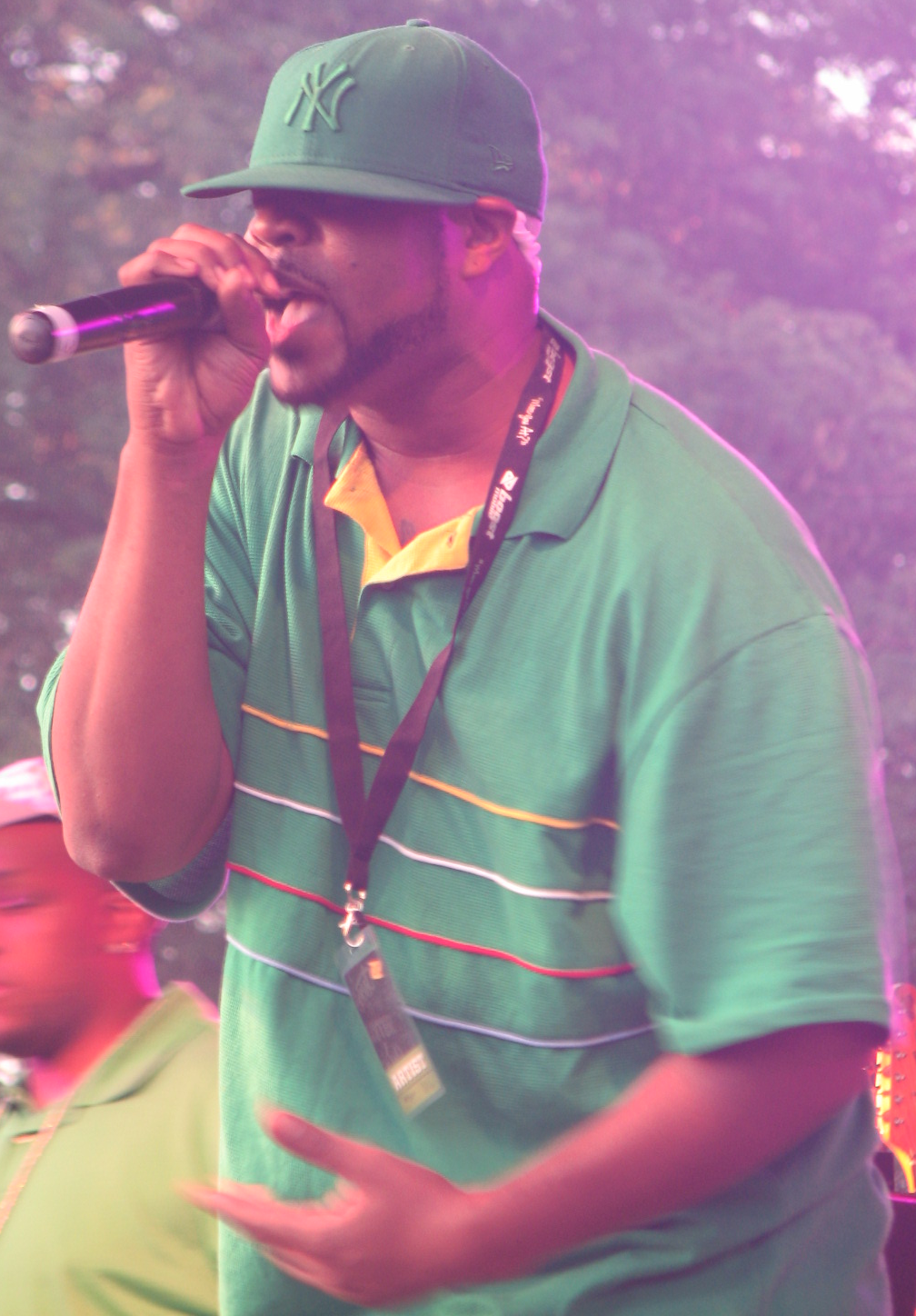
Cappadonna 2007

Cappadonna, född Darry Hill 1969, är en amerikansk hiphopmusiker. Han är medlem i hiphop-kollektivet Wu-Tang Clan och gruppen Wu-Tang Killa Beez och är även verksam som soloartist.

## Diskografi
- 1998 – The Pillage
- 2001 – The Yin and the Yang
- 2001 – Cappadonna Hits
- 2003 – The Struggle
- 2008 – The Cappatilize Project
- 2009 – The slang Prostitution
- 2010 – The Pillage II